# Кубок Минска
Кубок Минска (англ. Minsk Cup) — шоссейная однодневная велогонка, с 2015 года проводящаяся в столице Белоруссии. 

## История
Старт располагаеся у Двореца спорта откуда маршрут следует по Проспекту Победителей мимо Минск-Арены к посёлку Ждановичи. Далее предстоит преодолеть пять кругов по 31,5 км вокруг Заславского водохранилища. После этого гонщики возвращаются обратно по Проспекту победеитей к Дворцу спорта где располагается финиш. Общая протяжённость дистанции составляла 176 км.
На гонке также разыгрываются номинации "Агрессивный гонщик" и "Молодой гонщик".
Гонка входит в календарь UCI Europe Tour под категорией 1.2 и проходит накануне Гран-при Минска или наследующий день после него.

## Призёры
| Год  | Победитель            | Второй             | Третий              |          |
| ---- | --------------------- | ------------------ | ------------------- | -------- |
| 2015 | Александр Головаш     | Матвей Никитин     | Нурболат Кулимбетов |          |
| 2016 | Александр Куликовский | Евгений Гутарович  | Антон Ивашкин       |          |
| 2017 | Егор Дементьев        | Андрей Братащук    | Евгений Соболь      |          |
| 2018 | Мацей Патерский       | Бронислав Самойлов | Норман Вахтра       |          |
| 2019 | Евгений Королёк       | Онур Балкан        | Маким Пискунов      |          |
| 2020 | отменено              | отменено           | отменено            | отменено |
| 2021 | отменено              | отменено           | отменено            | отменено |